# 再婚
再婚，意指已婚人士（不論男女）因某種原因後失去原來的伴侣後，重新與他人結婚。

## 稱呼
- 湘語裡，再婚女子稱為「生人妻」[1]

## 歷史

### 中國
南宋以后，中国社会基於片面要求女性守贞的思想，婦女丧偶、离婚后再婚被认为是不忠於前夫、不道德的行為，甚至女性的未婚夫逝世，仍被要求不得再与他人成婚，守望门寡。男性再婚则无任何道德障碍。1914年起，中華民國北京政府依据《褒扬条例》、《褒扬条例条例实施细则》对守寡、殉夫的贞妇烈女进行褒扬。新文化运动中，中国知识分子就家庭倫理與婦女問題进行讨论，对传统道德伦理进行批判。其中，胡适于1918年7月在《新青年》发表文章《貞操問題》。他说，“中国的男子要他们的妻子替他们守贞守节，他们自己却公然嫖妓，公然纳妾，公然‘吊膀子’。再嫁的妇人在社会上几乎没有社交的资格；再婚的男子，多妻的男子，却一毫不损失他们的身分。这不是最不平等的事吗？”同时，他绝对反对褒扬贞操的法律，这种“野蛮残忍的法律”“在今日没有存在的地位。”
1928年后，官方推行的貞節旌表随着南京国民政府取代中華民國北京政府而结束。而随着男女平等思想在中国的传播，要求女性守贞的旧道德对知识分子阶层不再有约束力，但仍深刻影响普通民众。当时女性丧偶人数多于男性，除女性平均寿命高于男性的原因外，也有男性丧偶后，再娶多、鳏居少，而女性丧偶后则再婚少、寡居多的原因。
中华人民共和国建国之初于1950年颁布，《中华人民共和国婚姻法》第二条禁止干涉寡妇婚姻自由。寡妇、离异妇女再婚不再被视为不道德的行为。以上海在1953、1955、1957年的调查为例，女性再婚人数逐年增长，并超过男性再婚增长速度。其中，离婚女性再婚人数，多于离婚男性，丧偶女性再婚人数，略少于丧偶男性，但都呈上升趋势。1992年上海女性再婚人数为1985年的205.5%，增长速度快于男性。再婚性别比由1985年的100∶102（女为100），至1992年倒置为100∶87（女为100）。1996年时，上海再婚总人数达2.3万人，女性占53.50%。

### 日本
依《日本民法》733條規定提出，日本以往「再婚禁止期間」規定，其意指女性於離婚成立後的6個月之內不得再婚。2015年12月16日，最高法庭宣布女性的禁止再婚時間縮短為100日以內。

## 另見
- 重婚